# 수제자
《수제자》는 한국에서 제작된 고영남 감독의 1976년 영화이다. 김일 등이 주연으로 출연하였고 이전철 등이 제작에 참여하였다.

## 출연

### 주연
- 김일